# Zaborjewskoje (obwód smoleński)
Zaborjewskoje (ros. Заборьевское сельское поселение) – jednostka administracyjna (osiedle wiejskie) wchodząca w skład rejonu diemidowskiego w оbwodzie smoleńskim w Rosji.
Centrum administracyjnym osiedla wiejskiego jest wieś (ros. деревня, trb. dieriewnia) Zaborje.

## Geografia
Powierzchnia osiedla wiejskiego wynosi 682,4 km², a jego główną rzeką jest Połowja.

## Historia
Osiedle powstało na mocy uchwały obwodu smoleńskiego z 28 grudnia 2004 r., z późniejszymi zmianami (uchwała z dnia 28 maja 2015 roku), w wyniku których w skład jednostki weszły wszystkie miejscowości zlikwidowanych osiedli: Bakłanowskoje, Karcewskoje, Worobjowskoje, Zakustiszczenskoje.

## Demografia
W 2020 roku osiedle wiejskie zamieszkiwały 1432 osoby.

## Miejscowości
W skład jednostki administracyjnej wchodzi 81 miejscowości, w tym 1 osiedle (Worobji) i 80 dieriewni (Aleksino, Anosinki, Bakłanowo, Biel, Bielany, Bieleńkije, Bolszoje Zakustiszcze, Borowiki, Botałowo, Bubolewo, Bułyża, Chołm, Chomiaki, Dobrino, Gorodiec, Gorodiszcze, Ignatienki, Iwaszniewo, Jariłowo, Jelisiejenki, Kamienka, Karcewo, Klucz, Kopaniewo, Koriewo, Korniejewo, Kosmowskoje, Koty, Kowszyry, Koziuli, Krutieli, Ksty, Kuminowo, Łobanowo, Łużok, Makłakowo, Małoje Zakustiszcze, Michajłowskoje, Nichołaży, Nikasicy, Nikitienki, Niżnije Ługi, Niżnije Mochowiczi, Pieriesielje, Pietrowskoje, Pietrowskoje, Płai, Poboiszcze, Pokrowskoje, Połowje, Praniki, Rassumaki, Rykowszczina, Saki, Sieliwonowo, Siniaki, Sokoriewo, Szaszuty, Szczukino, Szugajłowo, Szusty, Takownoje, Twierdy, Tinowka, Troickoje, Ustinowo, Wiatsza, Wierchnije Ługi, Wierchnije Mochowiczi, Wiszniowka, Wodiany, Worobji, Wystawka, Zaborje, Zalniewo, Zaozierje, Zawilje, Zdwiżenki, Żugino, Żukowszczina).